# Petko Sirakov
Petko Sirakov (n. 16 februarie 1929, Vălci dol, Varna, Bulgaria – d. 8 aprilie 1996, Sofia, Bulgaria) a fost un luptător ce a reprezentat Bulgaria, medaliat olimpic. A participat la o ediție a Jocurilor Olimpice (1956) în care a câștigat o medalie de argint.

## Participări
Lista de mai jos prezintă principalele competiții la care a participat Petko Sirakov de-a lungul carierei.
- wrestling at the 1956 Summer Olympics – men's Greco-Roman light heavyweight[*]